# Campo Bom
Campo Bom és una ciutat de Brasil a l'estat de Rio Grande do Sul, dintre de l'àrea metropolitana de Porto Alegre. El 2010 tenia 60.081 habitants.
És coneguda com la «capital del calçat nacional» i per les exportacions a diversos països, incloent-hi la Xina, Alemanya, Estats Units i França.